# 上村愛
上村 愛（うえむら あい、1985年9月30日 - ）は、日本の元AV女優。東京都出身。
女優の遠藤久美子は父の兄の娘で従妹にあたる。

## 略歴
最初は水谷あこ名義で2005年4月に「おネエちゃんごめんなさい私はAVでデビューします」でAVデビュー。
芸能人である遠藤久美子と血縁関係にあることを利用した作品タイトルが話題となった。
そして同年6月にワープエンタテインメント専属女優として再AVデビュー。翌年、専属を離れてからはあらゆるジャンルで活躍。小柄でキュートなルックスで人気のロリ系の女優。
2006年9月をもって引退した。

## 作品

### アダルトビデオ
2005年
- おネエちゃんごめんなさい私はAVでデビューします（水谷あこ名義、4月30日、ゴリラプロジェクト）
- おネエちゃんに負けないように私はAVで一番を目指します （水谷あこ名義、5月30日、ゴリラプロジェクト）
- 「新」アナタのオナニーたすけてアゲル PART.06 （6月5日、ワープエンタテインメント）
- となりの小悪魔ちゃん （7月5日、ワープエンタテインメント）
- 接吻カフェ 2号店 （8月5日、ワープエンタテインメント）
- 街でウワサの必ずヤレちゃう風俗ビル （9月5日、ワープエンタテインメント）
- 水谷あこ DX Complete（水谷あこ名義、9月30日、ゴリラプロジェクト）
- とっても美味しい姉妹どんぶり 3 （10月5日、ワープエンタテインメント）
- 反省室 （11月5日、ワープエンタテインメント）
- Love Jelly （12月5日、ワープエンタテインメント）

2006年
- ベロ射の女王 （3月15日、トップワン）
- ロリータパイパンMアナル （5月1日、ワンズファクトリー）
- 僕、専用。［Z］ 15（5月12日、ゴーゴーズ）
- 舐める!上村愛、おくちマンコ宣言! （6月1日、ワンズファクトリー）
- 上村愛の中出し天国 〜学園編 （7月20日、SODクリエイト）
- 涼華学園女子水泳部 2 （8月4日、ディープス）…共演:池田こずえ、望月るい
- すくみず学園 （8月4日、TMA）…共演:相沢唯衣、上原空
- 生中出し女子校生　4時間 （8月18日、メディアステーション）…オムニバス作品 他出演:陽多まり、若葉ひな、長瀬あずさ、山咲ちゆり 他多数
- 美尻美舌 上村愛 （8月21日、実録出版）
- おレズのキャバ道 2 （9月20日、ディープス）…共演:大塚咲、大石もえ
- 大昇天 4 （9月22日、クリスタル映像）…オムニバス作品
- Beauty Style 12 横浜 （9月25日、イエロー）
- 集団痴女コギャル4　完全版 （9月27日、ケイ・エム・プロデュース）…共演:小春、RION 他多数
- 中出し強要ギャル痴女 ねぇ、中に出して! （9月29日（レンタルのみ）、ケイ・エム・プロデュース）…オムニバス作品 他出演:紅音ほたる、藤咲うらら、飯島夏希、長谷川まどか、愛川ルナ、ON
- 禁断実録レズビアンナイト（10月5日、アウダースジャパン）共演：友田真希、倖田李梨、宮咲志帆
- DOKIレズ 3 （10月5日、アウダースジャパン）…共演:友田真希、倖田李梨、宮咲志帆
- Monthly2時間 撮れたて素材まんま出し 4（10月15日、ワープエンタテインメント）…オムニバス作品 他出演：Marin.、伊川なち、志保、米倉夏弥、RIONA、唐沢美樹、椎名りく
- 素人ギャルをナンパして潮吹かせちゃいました!2（レンタル） （10月27日、うまなみ。（ケイ・エム・プロデュース）…オムニバス式作品 他出演:今井みすず、大石もえ、紅音ほたる、藤原ミカ、藤咲うらら、柏木はる
- うまなみプレゼンツ 24 素人ギャルをナンパして潮吹かせちゃいました!4時間（セル） （10月27日、ケイ・エム・プロデュース）…オムニバス作品 他出演:マリン、藤沢ひな、松野しほ、椎名愛美、坂口のあ、池野朋、斉藤亜樹、今井みすず、大石もえ、紅音ほたる、藤原ミカ、藤咲うらら、柏木はる
- 中出し強要ギャル痴女〜ねぇ、中に出して!〜 4時間（11月24日、おかず。（ケイ・エム・プロデュース）作品『中出し強要ギャル痴女〜ねぇ、中に出して!』のセルDVD化作品 オムニバス作品 他出演：さとう和香、平川恋、春名えみ、福永あや、はすみ、荒木りこ、月神サラ
- GALCIR（12月1日、アイデアポケット）共演：紅音ほたる、MIMI、可愛あみん、姫野愛、藤井彩、常夏みかん、芹沢レイ、相原るる、あおば　他計13名
- 悩殺・満喫ボディ! （12月15日、T&Communication's）

2007年
- Weekly 日替わり妻 3 （1月6日、クリスタル映像）…オムニバス作品 他出演:白鳥蘭、上原れい、滝沢まみ、宮崎嘉穂、つかもと友希、永瀬あき
- 集団ロリ痴女 （2月23日、シャイ企画）…共演:島田香奈、赤星さくら
- お姉さんが犯してあげる 38 （5月11日、クリスタル映像）…オムニバス作品 他出演:春名えみ、原田ゆら、星野美空、水森あおい、柚木紅

他